# Heterocapillus tigripes
Heterocapillus tigripes – gatunek pluskwiaka z podrzędu różnoskrzydłych i rodziny tasznikowatych (Miridae). Jedyny polski przedstawiciel rodzaju Heterocapillus. Gatunek wpisany jest do Polskiej Czerwonej Księgi Zwierząt, gdzie ma status zagrożenia: "bardzo wysokiego ryzyka" (EN).

## Budowa ciała
Owad ma ciało długości od 3 do 3,8 mm. Ciało pokryte jest srebrnymi, czarnymi i jasnoszarymi włoskami. Ubarwiony jest na błyszczącą czerń. Obie płcie charakteryzuje zgrubiały drugi człon czułków. Golenie posiada jasnoobrzeżone, wyposażone w kolce.

## Tryb życia
Pluskwiak ten jest ciepłolubny i występuje głównie na murawach kserotermicznych. Związany jest z roślinami z rodzaju Dorycnium. Imagines pojawiają się od czerwca do lipca, a larwy już w maju. Zimują jaja.

## Występowanie
Owad ten występuje w wielu krajach Europy i w azjatyckiej części Turcji. W Polsce znany jednak tylko z jednego stanowiska.